# Ian Walker (fotbollsspelare)
Ian Michael Walker, född den 31 oktober 1971 i Watford, är en engelsk före detta fotbollsmålvakt och numera fotbollstränare. Han har spelat sammanlagt 312 matcher för Tottenham Hotspur. Han har gjort fyra framträdanden i engelska landslaget. Han blev den 26 april 2012 utnämnd till målvaktstränare för Chinese Super League-klubben Shanghai Shenhua.